# Brylle
Brylle är en tätort i Assens kommun i Region Syddanmark i Danmark. Tätorten har 1 308 invånare (2024). Den ligger på Fyn, cirka 23 kilometer nordost om Assens.